# Kelenföld vasútállomás állomásépület
Kelenföld vasútállomás állomásépület a Budapest XI. kerületében fekvő Kelenföld vasútállomás fő épülete.

## Története
Az állomásépület Budapest arculatának jellegzetes épülete, az Etele tér meghatározó pontja. 1884-ben épült. 1995-ben fővárosi védettséget kapott.
Legutoljára 1984-ben végeztek rajta felújítási munkálatokat. Újabb felújítását megtervezték, de a kivitelezés elmaradt. Az emeleti lakásokat veszélyességük miatt kiürítették.
A vasútállomás fennállásának 125. évfordulóján, 2007-ben teljes műemléki védelmet kapott, neve Budapest–Kelenföld helyett Kelenföldre módosult. 2008 decemberében a MÁV engedély nélkül lebontotta az állomás közelében állt, ideiglenes műemlékvédelem alá helyezett vasúti lakóházat.
Az épületben a földszinten a pénztár, a váró, egy kis, élelmiszert árusító bolt és a resti, valamint egy posta üzemel. Az állomásépület vágányoldali kijáratai 1986 óta le vannak zárva az utasforgalom elől, mivel azóta a peronokat (az épületen kívül induló) aluljárón (a metró megnyitása óta két különbözőn is) keresztül lehet megközelíteni, melyek egyben összekötik az Etele teret az őrmezői lakóteleppel. Az utasforgalmi épület felújítása vagy átépítése régóta esedékes lenne, de a 4-es metró építése az épület szerepének újragondolását is megkívánja.
2019 októberében a romos állomásépület bezárták, a jegypénztárak a metró aluljáróba költöztek.
2020-ban a Közlekedési Múzeum kapta meg a már üressé váló, romos épület használatát 99 évre azzal, hogy korhűen újítsa fel, illetve kis vasúttörténeti kiállítást alakítson ki benne. Ez azonban a beruházások leállítása miatt még (2024) nem kezdődött el.

## Képtár

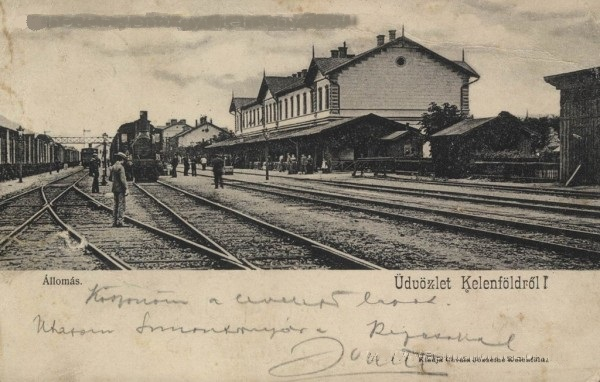
1903-as felvétel
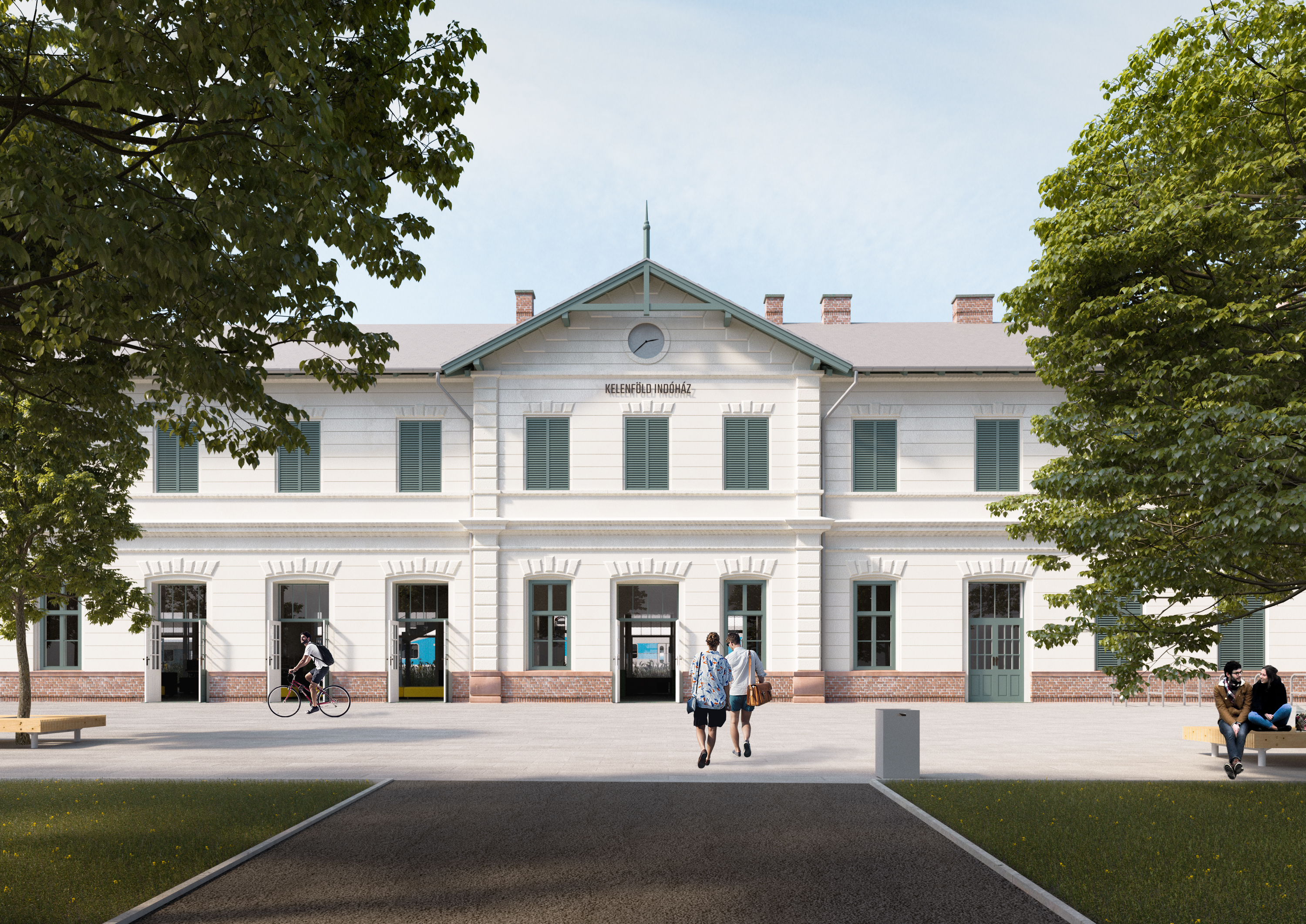
2020-as látványterv
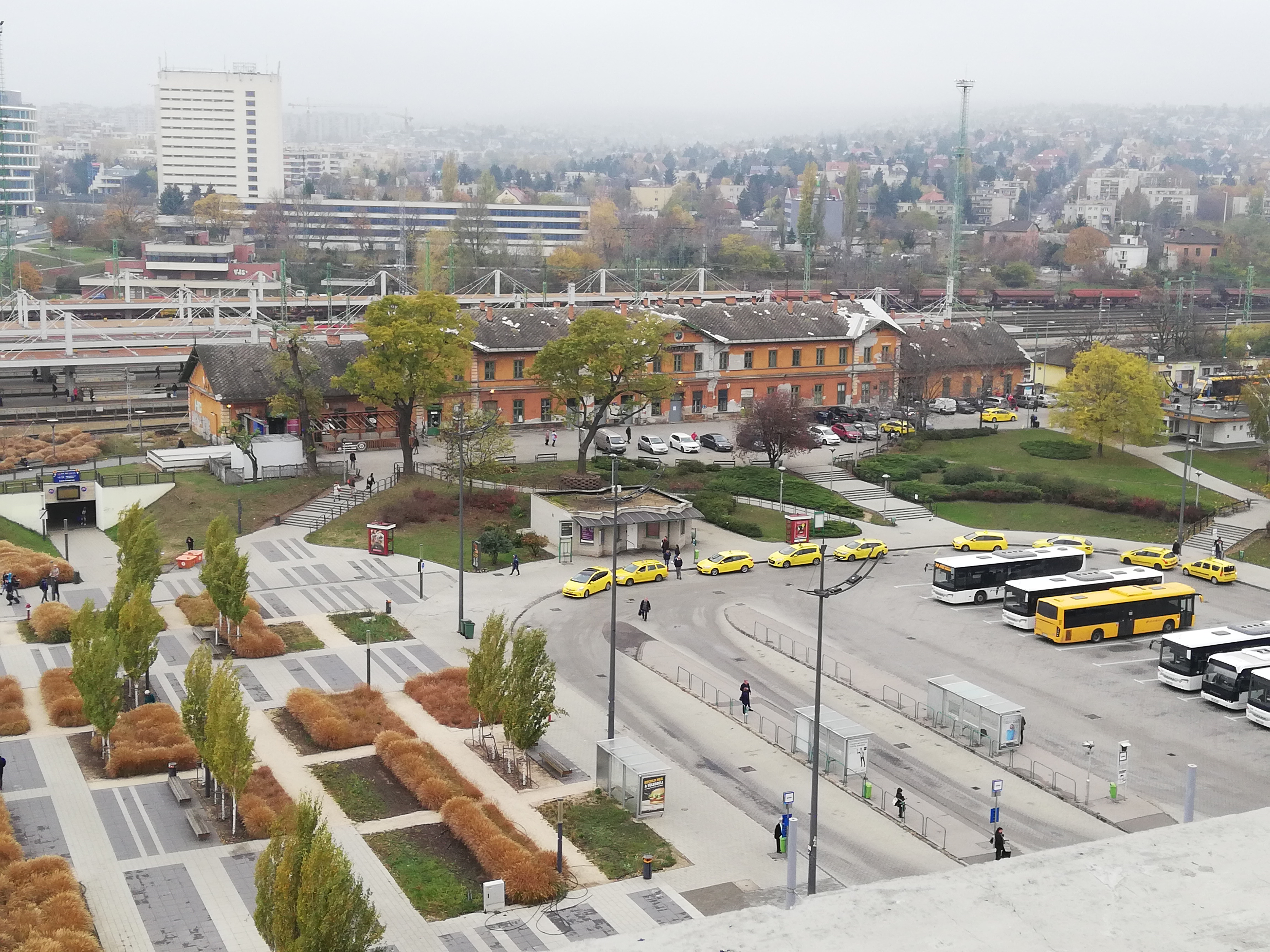
Etele tér és az épület, 2019-es felvétel
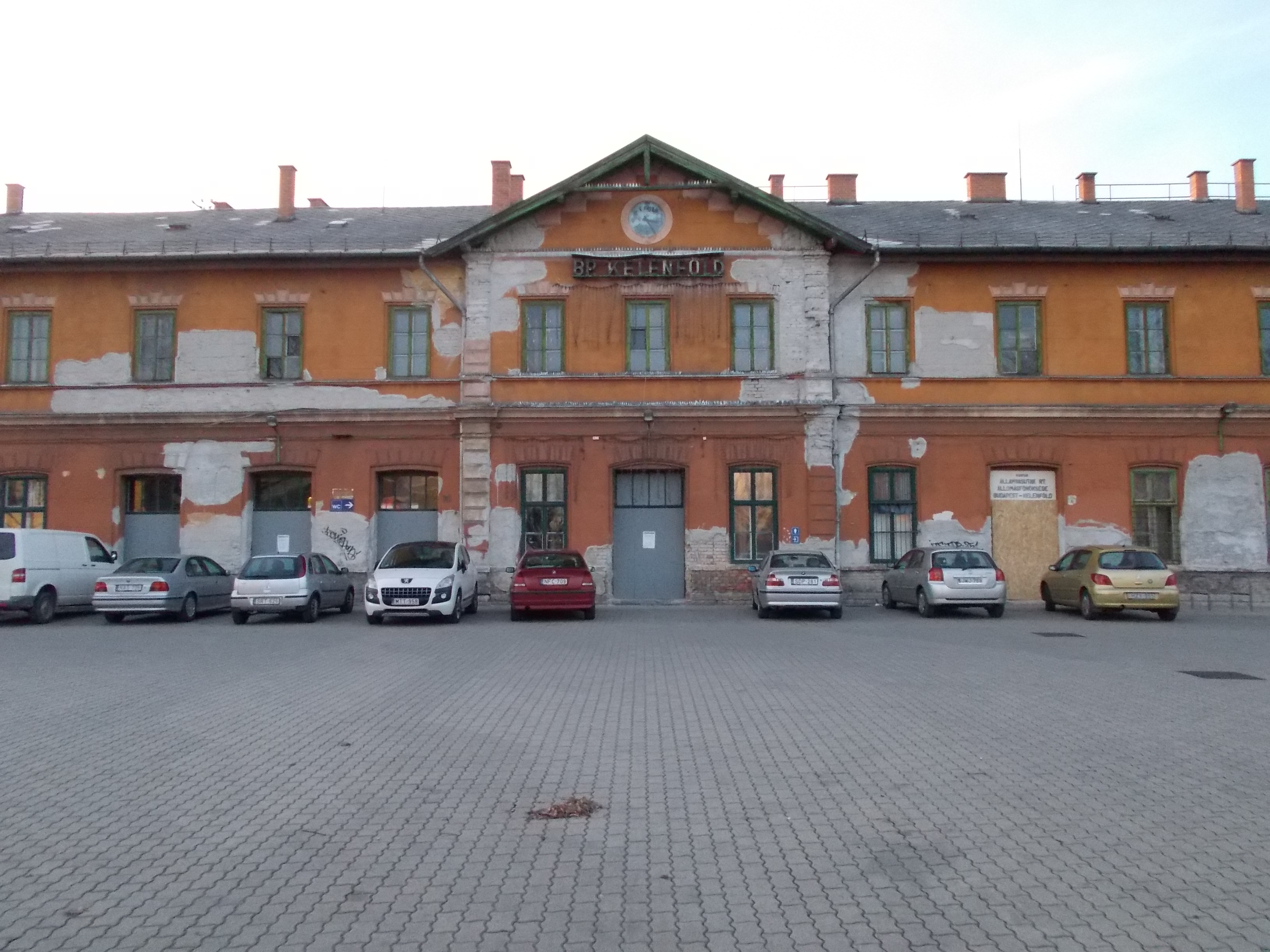
külső, 2021-es felvétel
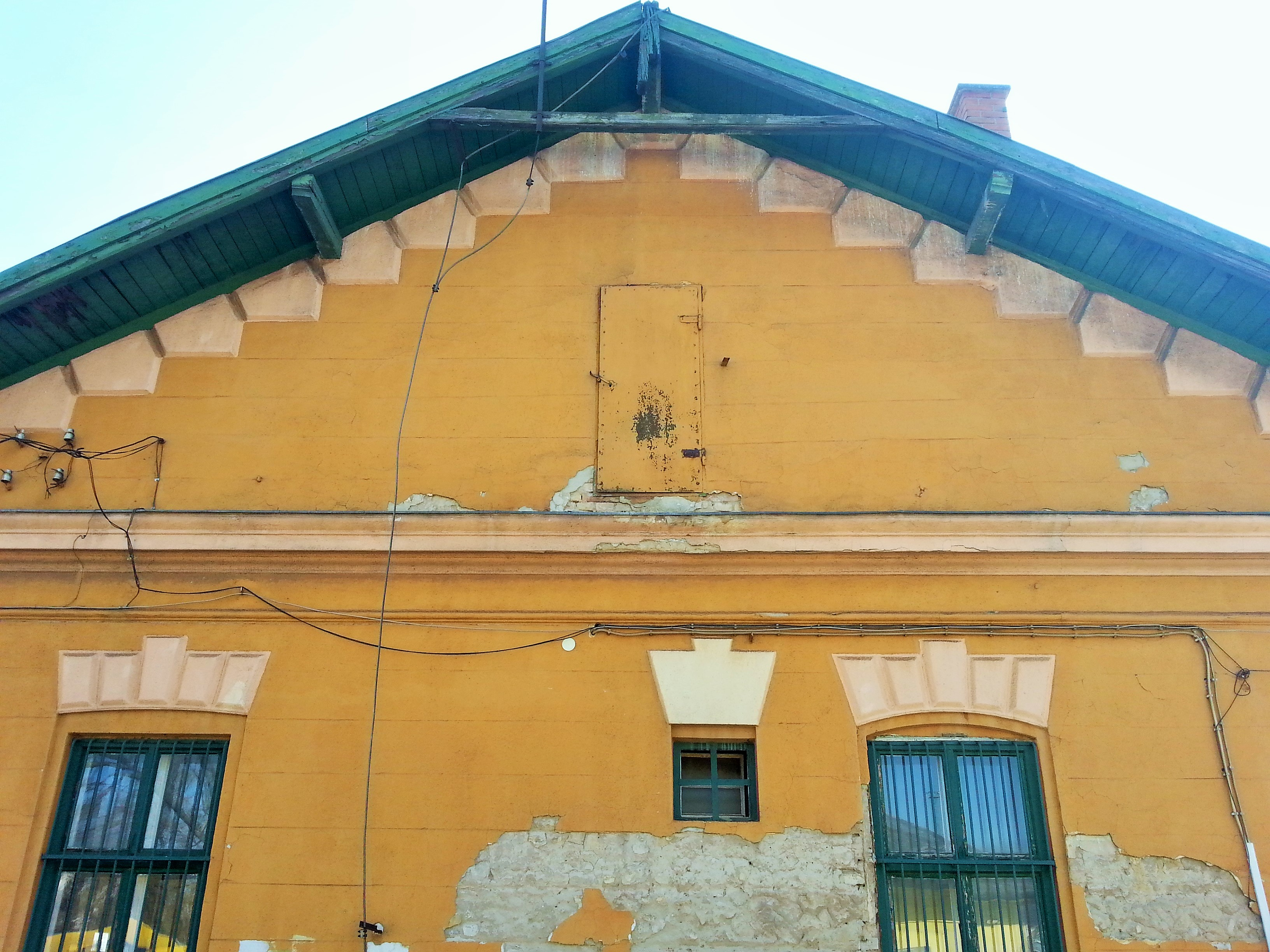
részletek, 2021-es felvétel
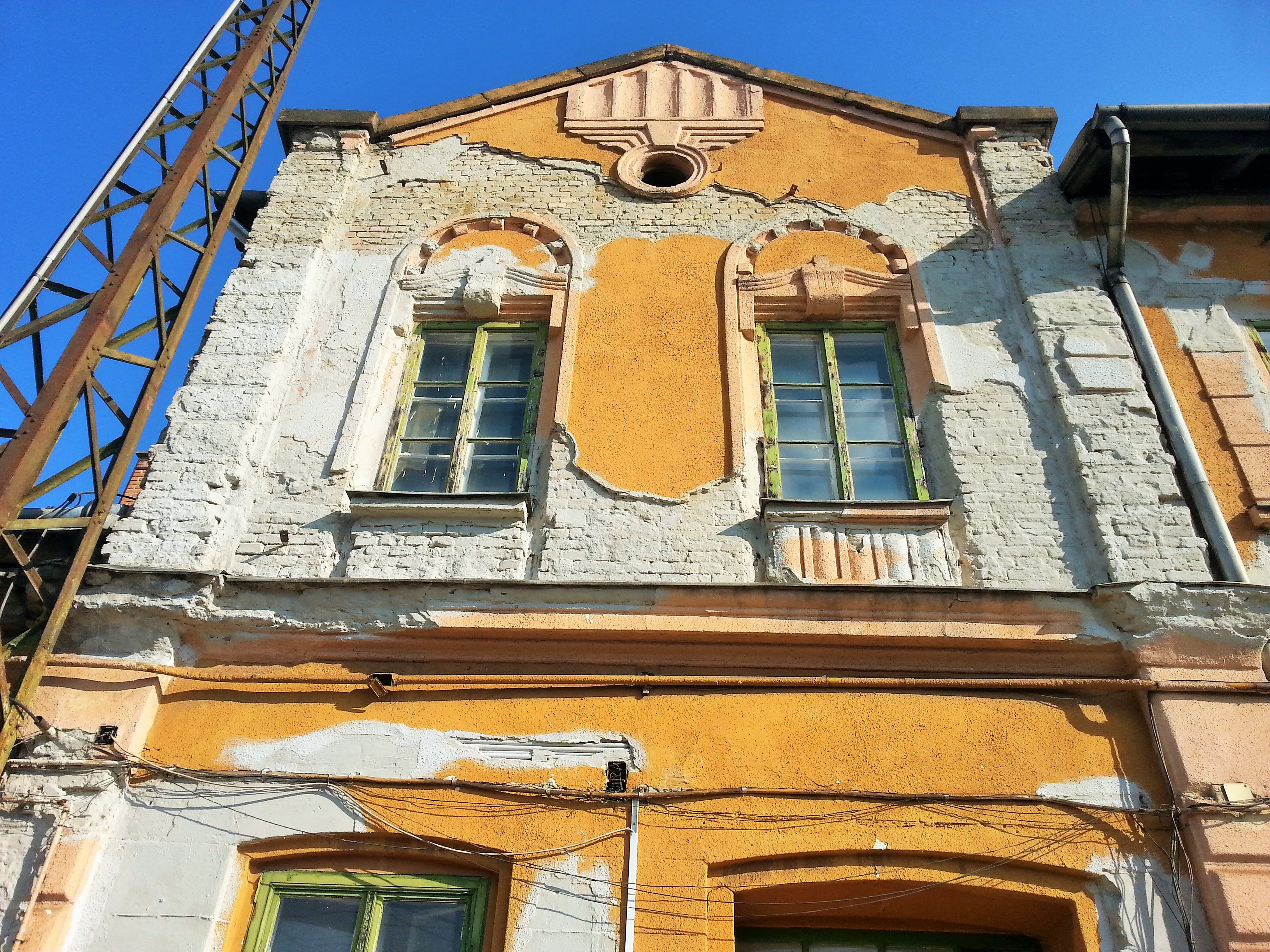
részletek, 2021-es felvétel
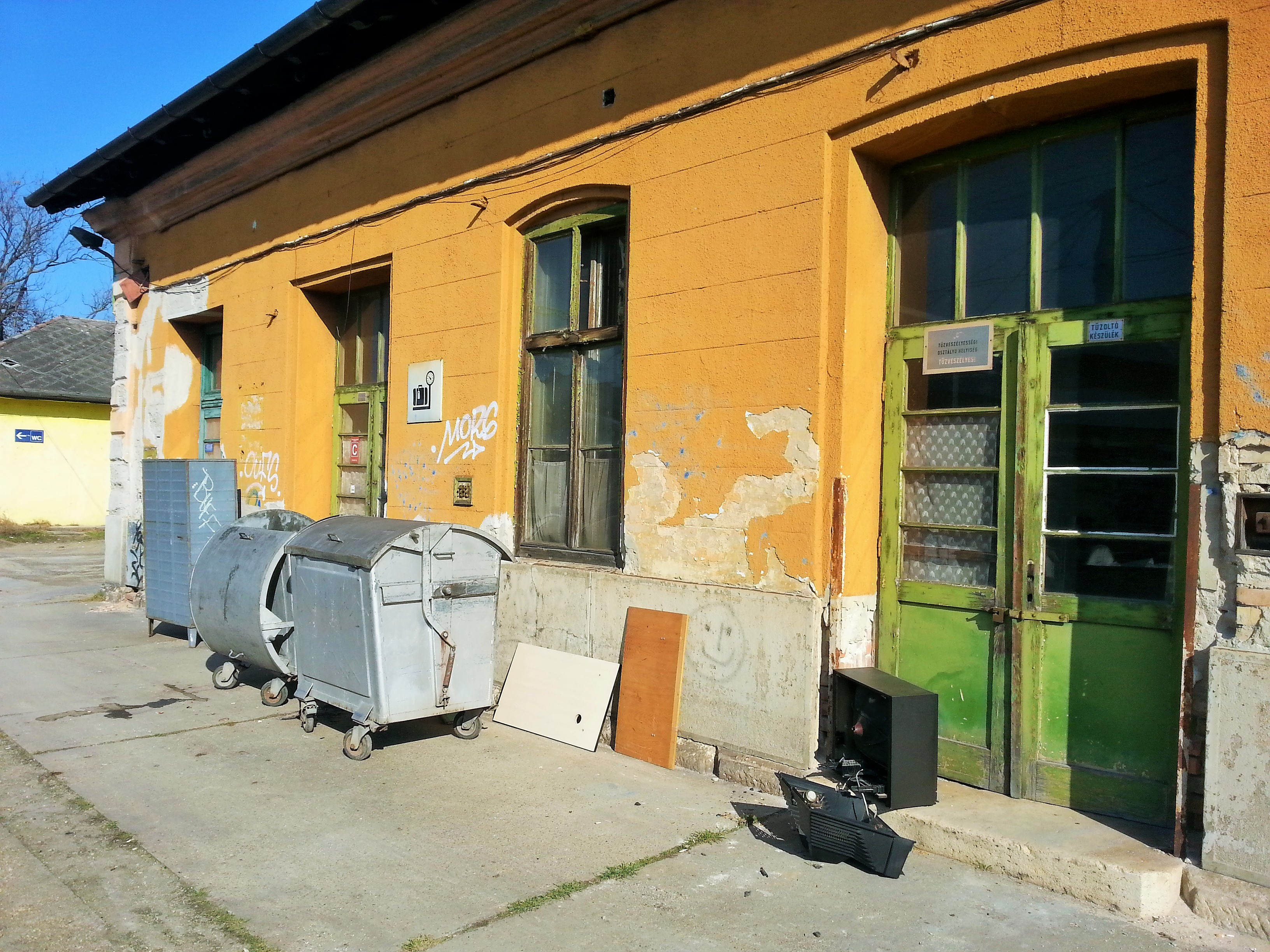
részletek, 2021-es felvétel
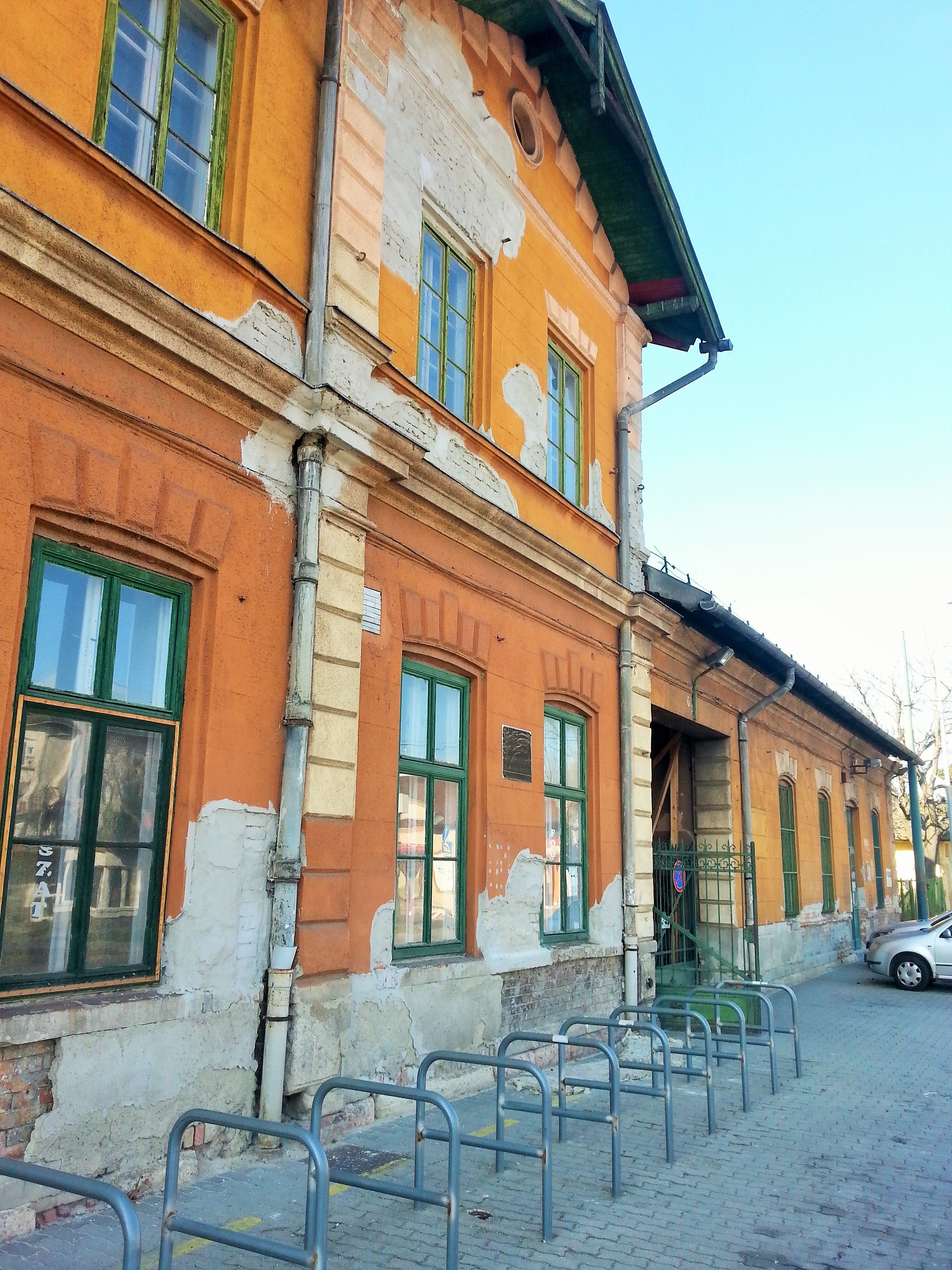
részletek, 2021-es felvétel
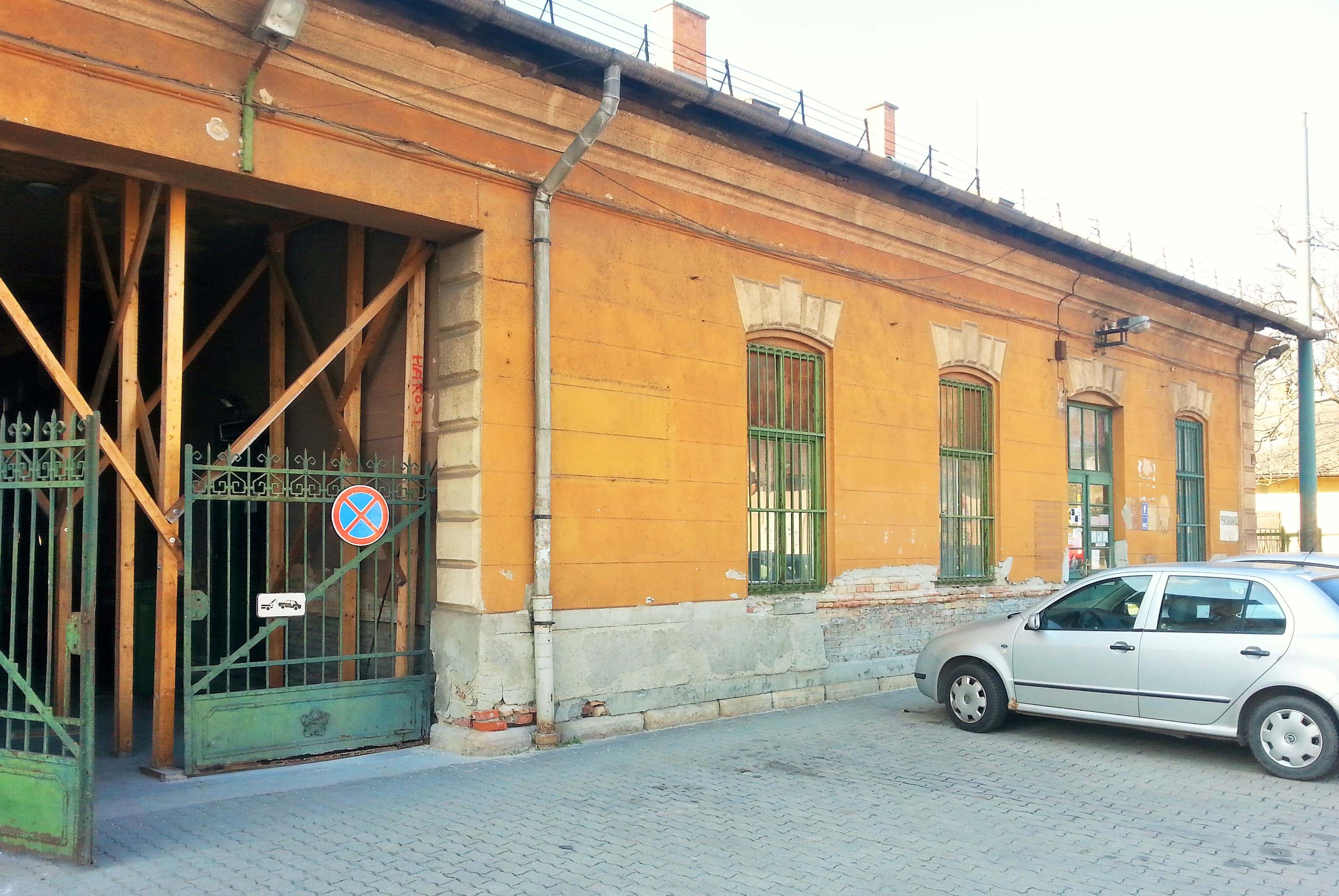
részletek, 2021-es felvétel
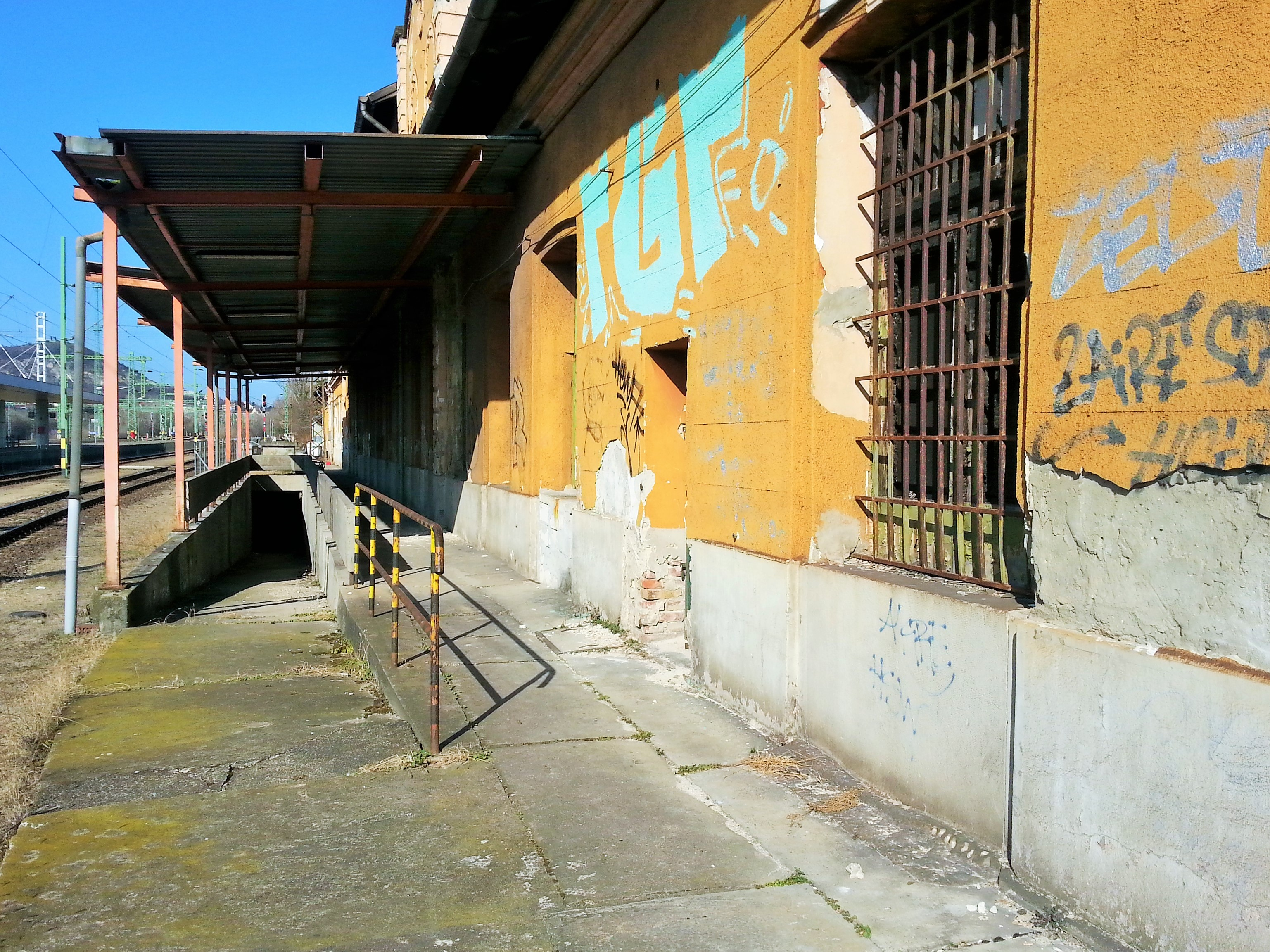
részletek, 2021-es felvétel
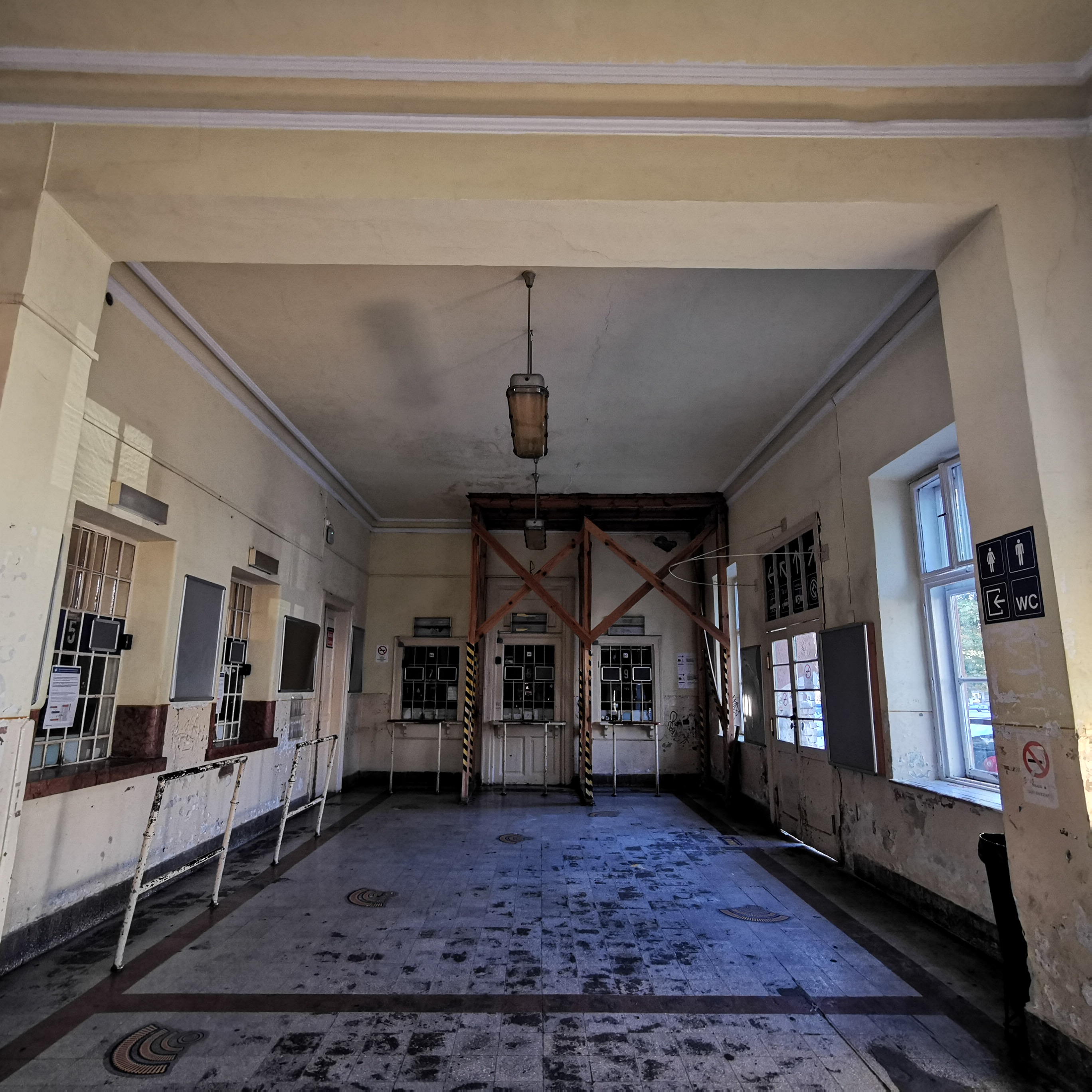
belső, 2019-es felvétel
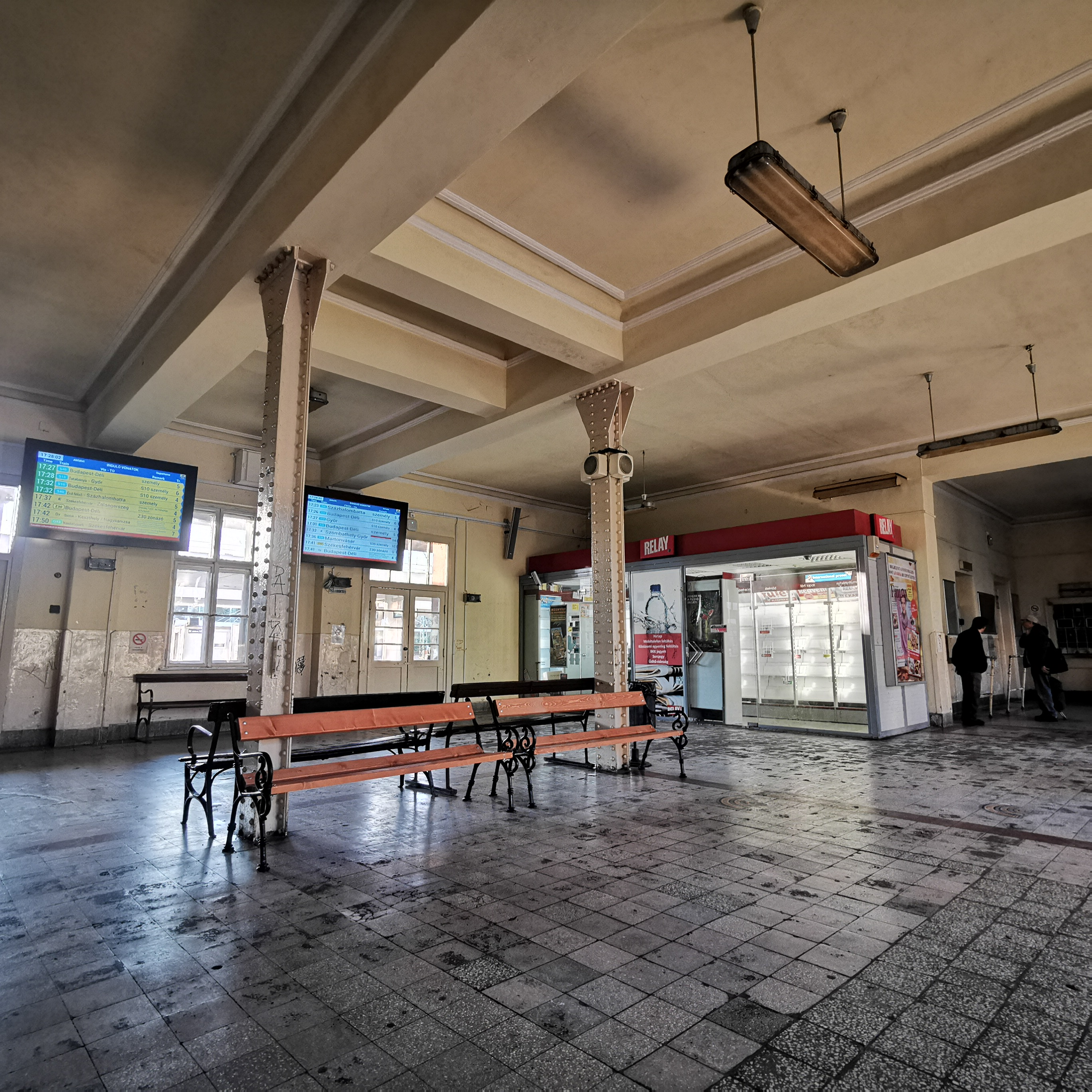
belső, 2019-es felvétel